# Pro Wrestling Illustrated
Pro Wrestling Illustrated (PWI) — журнал США, головною темою якого є реслінг. Заснований у 1979 році. Кожного року укладає список із 500 найкращих реслерів.
Став відомий тим, що у ньому ніколи не порушували «кейфеб» (ключову легенду), тобто у журналі ніколи не йшлося про те, що реслінг — це несправжній вид спорту. 
У той час як інші журнали люблять говорити правду про реслінг, PWI завжди висвітлював сюжети як правду.
Однак сьогодні PWI все-таки часом говорить про «сюжет у реслінгу» і «неекранні» проблеми реслера в житті. PWI враховує не тільки «великі», а й незалежні промоушени. Журнал розповідає як про окремих реслерів, так і про реслінг-угрупування та команди. PWI також кожен місяць складає список найкращих реслерів і найкращих команд з усіх промоушенів.
По суті, у десятку найкращих потрапляють ті реслери, які зробили суттєвий прорив: виграш чемпіонського титулу, 5-ти зірковий матч тощо.
На сьогодні існують списки із 500 реслерів року та 50 жінок-реслерів, відзнаки «Матч року», «Команда року», «Ф'юд року», «Найпопулярніший реслер року» і «Найненависніший реслер року».

### Реслер року

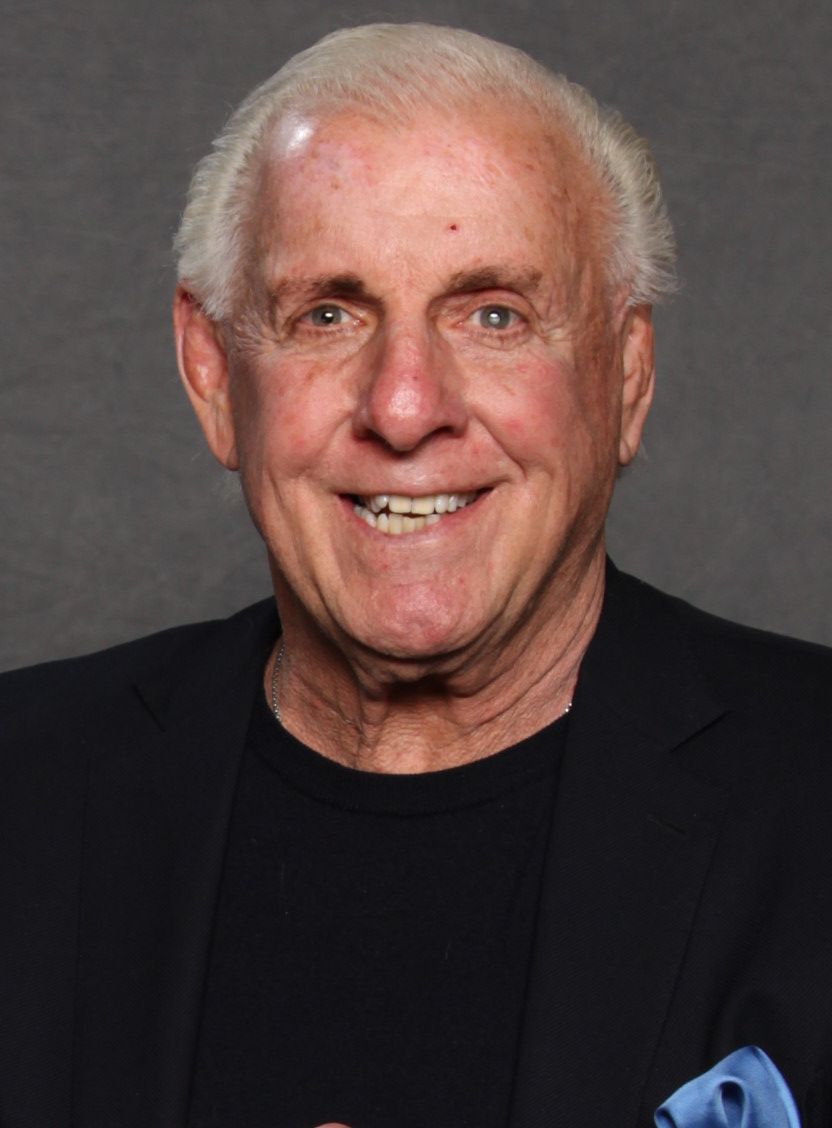
Ric Flair - шестиразовий переможець категорії

| Рік  | Переможець         |
| ---- | ------------------ |
| 1972 | Педро Моралес      |
| 1973 | Джек Бріско        |
| 1974 | Бруно Саммартіно   |
| 1975 | Мр. Реслінг ІІ     |
| 1976 | Террі Фанк         |
| 1977 | Дасті Роудс        |
| 1978 | Дасті Роудс (2)    |
| 1979 | Харлі Рейс         |
| 1980 | Боб Беклунд        |
| 1981 | Рік Флер           |
| 1982 | Боб Беклунд (2)    |
| 1983 | Харлі Рейс (2)     |
| 1984 | Рік Флер (2)       |
| 1985 | Рік Флер (3)       |
| 1986 | Рік Флер (4)       |
| 1987 | Халк Хоган         |
| 1988 | Ренді Севідж       |
| 1989 | Рік Флер (5)       |
| 1990 | Стінг              |
| 1991 | Халк Хоган (2)     |
| 1992 | Рік Флер (6)       |
| 1993 | Біг Ван Вейдер     |
| 1994 | Халк Хоган (3)     |
| 1995 | Дизель             |
| 1996 | Гігант             |
| 1997 | Лекс Люгер         |
| 1998 | Стів Остін         |
| 1999 | Стів Остін (2)     |
| 2000 | Скеля              |
| 2001 | Стів Остін (3)     |
| 2002 | Брок Леснар        |
| 2003 | Курт Енгл          |
| 2004 | Кріс Бенуа         |
| 2005 | Батиста            |
| 2006 | Джон Сіна          |
| 2007 | Джон Сіна (2)      |
| 2008 | Тріпл Ейч          |
| 2009 | Ренді Ортон        |
| 2010 | Ренді Ортон (2)    |
| 2011 | СМ Панк            |
| 2012 | СМ Панк (2)        |
| 2013 | Денієл Браян       |
| 2014 | Брок Леснар (2)    |
| 2015 | Сет Роллінс        |
| 2016 | Ей Джей Стайлз     |
| 2017 | Ей Джей Стайлз (2) |
| 2018 | Ей Джей Стайлз (3) |

### PWI 500
| Рік  | Переможець     |
| ---- | -------------- |
| 1991 | Халк Хоган     |
| 1992 | Стінг          |
| 1993 | Брет Гарт      |
| 1994 | Брет Гарт (2)  |
| 1995 | Дизель         |
| 1996 | Шон Майклз     |
| 1997 | Дін Маленко    |
| 1998 | Стів Остін     |
| 1999 | Стів Остін (2) |
| 2000 | Тріпл Ейч      |
| 2001 | Курт Енгл      |
| 2002 | Роб Ван Дам    |
| 2003 | Брок Леснар    |
| 2004 | Кріс Бенуа     |
| 2005 | Батиста        |
| 2006 | Джон Сіна      |
| 2007 | Джон Сіна (2)  |
| 2008 | Ренді Ортон    |
| 2009 | Тріпл Ейч (2)  |
| 2010 | Ей Джей Стайлз |
| 2011 | Міз            |
| 2012 | СМ Панк        |
| 2013 | Джон Сіна (3)  |
| 2014 | Денієл Браян   |
| 2015 | Сет Роллінс    |
| 2016 | Роман Рейнс    |
| 2017 | Казучіка Окада |
| 2018 | Кенні Омега    |